# Geografia del Mozambico

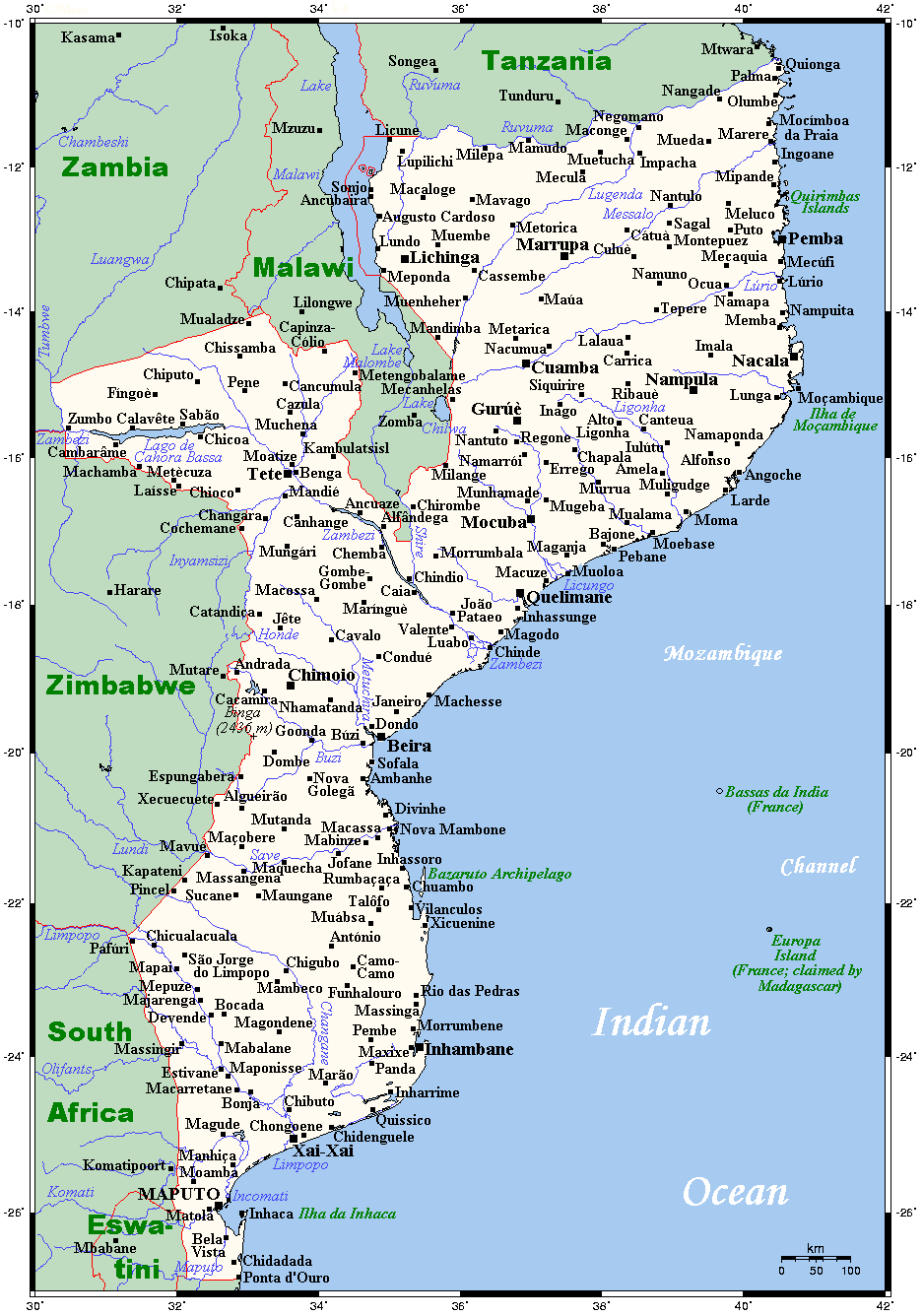
Mappa del Mozambico.

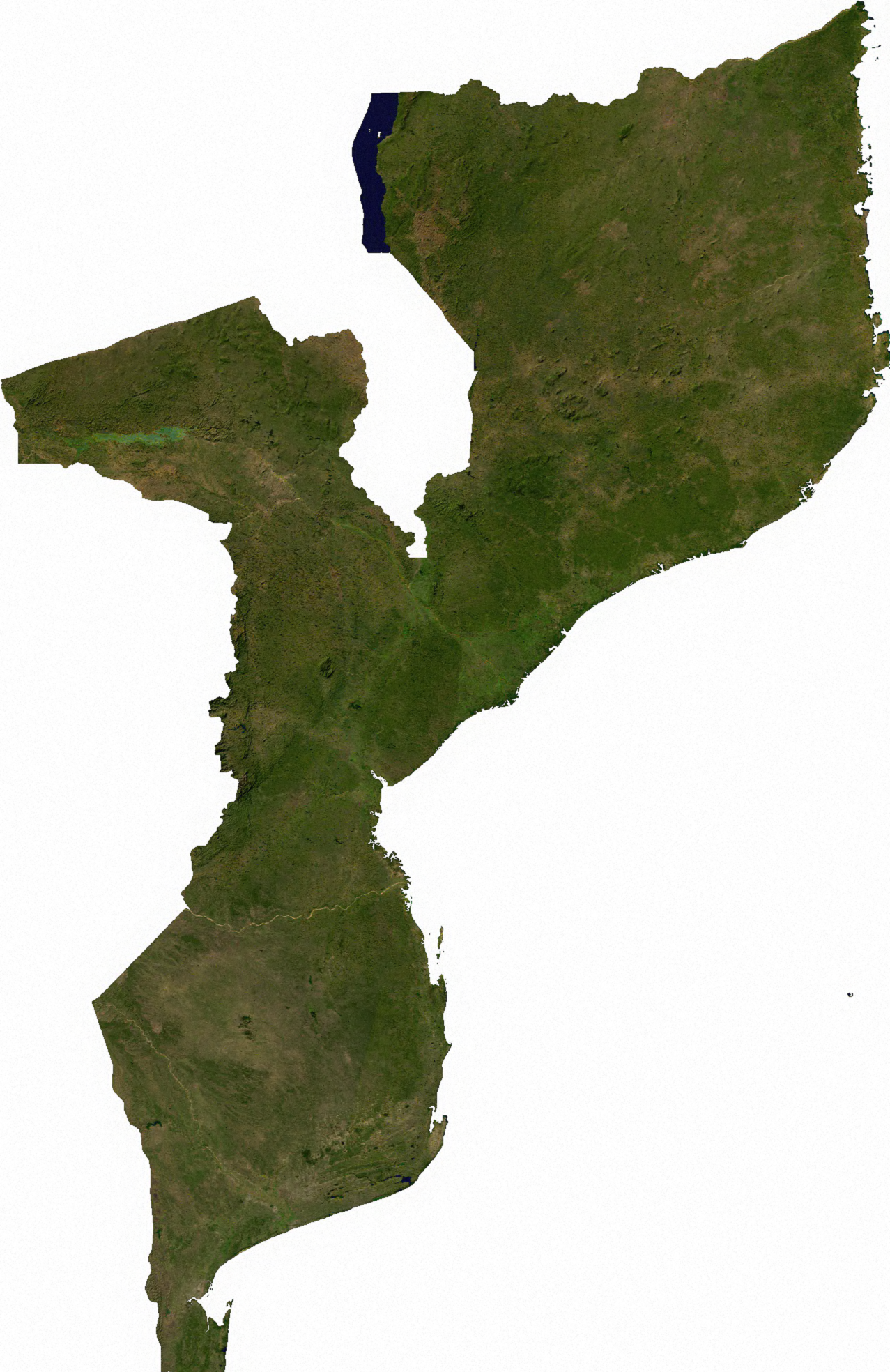
Immagine satellitare del Mozambico.

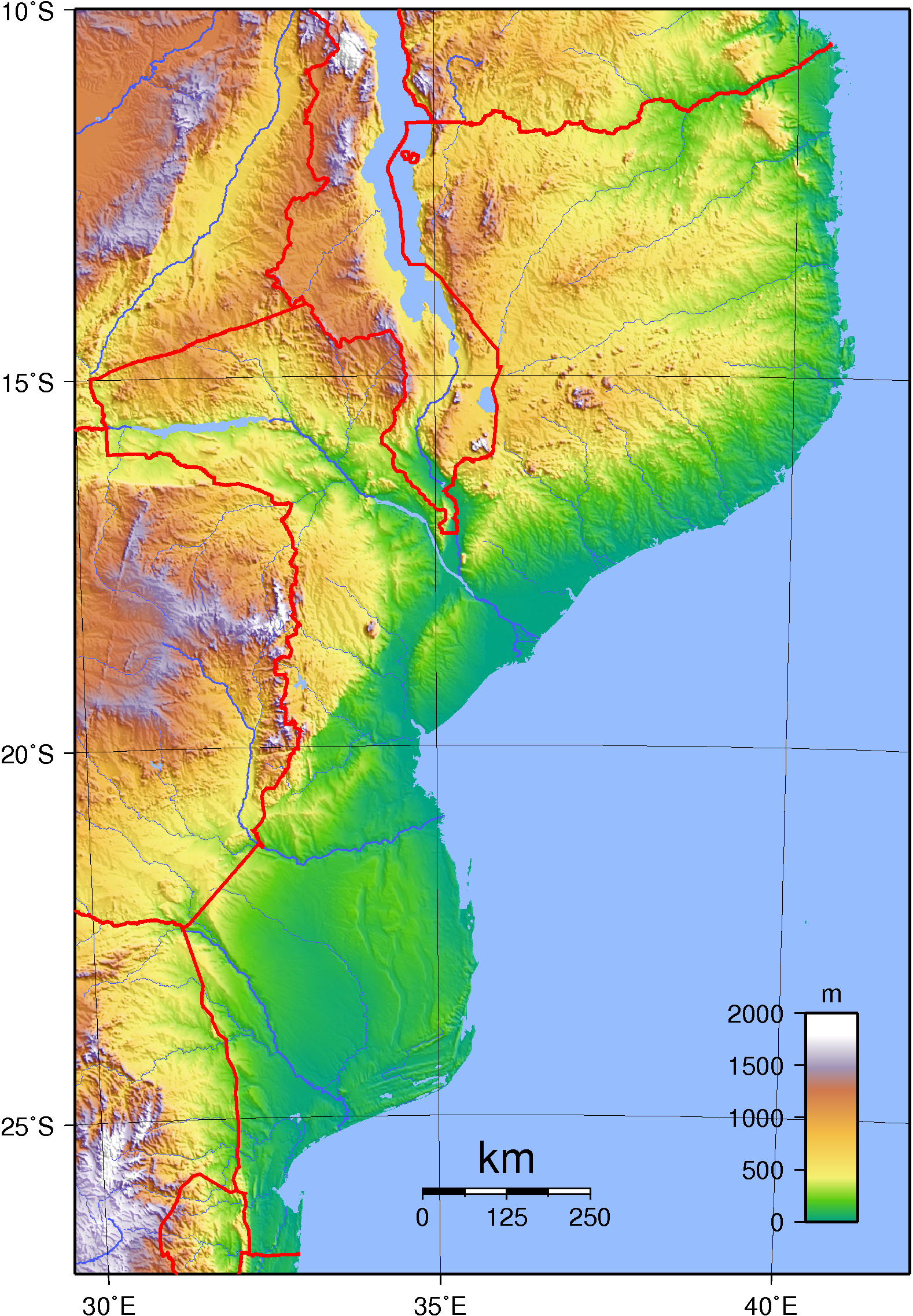
Mappa topografica del Mozambico.

Il Mozambico è un Paese dell'Africa meridionale che confina a N con la Tanzania, a S e a SO con il Sudafrica e lo Swaziland, a O con lo Zimbabwe, lo Zambia e il Malawi; a E si affaccia all'Oceano Indiano, a NO al lago Niassa (o Malawi). Si estende su una superficie di 799.380 km².

## Morfologia
Morfologicamente si può riconoscere nel territorio del Mozambico una fascia costiera cui succede, verso l'interno, una zona collinosa che si eleva gradualmente fino a raggiungere gli orli dei grandi tavolati continentali.

### Coste
Lo sviluppo costiero del Mozambico è assai ampio e raggiunge circa i 2800 km. In genere si tratta di una costa piuttosto irregolare, specialmente nelle parti centrale e meridionale, ove spiccano la prominenza deltizia dello Zambesi e le rientranze formate dalle baie di Masansane (Beira) e, nell'estremità meridionale, di Delagoa (Maputo). Lungo tutta la costa sorgono numerose isole che presentano ricche formazioni coralline. Tra questi gruppi insulari sono da ricordare Quirisula, Angoche e Tale. Su una di queste isole, Primeiras, sorge la città di Mozambico (Moçambique).
La sezione settentrionale della costa è in genere erta e scoscesa, con rocce a picco e con profonde e strette incisioni. Vi abbondano baie accessibili, non interrate da depositi alluvionali, eliminati dal passaggio presso la costa della corrente di Mozambico. In questo tratto le navi trovano approdi sicuri, come le baie di Mocimboa, di Pemba, di Fernão Veloso e di Mozambico.
La sezione centrale della costa è bassa, sabbiosa, priva di porti veri e propri e con larghi tratti paludosi. Qualche riparo si trova dove esistono formazioni madreporiche, come ad Angoche (Parapato o António Enes), a Quelimane sul Cuacua (un braccio del delta dello Zambesi), a Beira, nell'estuario del Pungue, a Nova Sofala.
Nella parte meridionale della costa si trovano invece piccoli ma numerosi e buoni approdi, e soprattutto due ottime ampie baie: quella di Inhambane e quella di Delagoa, ove sorge la capitale del Paese, Maputo.
Le acque del Canale di Mozambico bagnano quasi tutto il litorale del Paese. All'imbocco settentrionale del Canale si trova il gruppo delle Isole Comore ed altre isole si trovano nella zona centrale (Juan de Nova, Bassas da India, Europa). Questo braccio di mare, i cui fondali non superano la profondità di 4000 m, è attraversato dalla corrente dell'Oceano Indiano, detta corrente di Mozambico, che scorre fra 12° e 45° di latitudine S e fra 18° e 45° di longitudine E. È una corrente caratteristica per la sua temperatura superficiale, che non scende mai al di sotto dei 20 °C. Oltre il Canale di Mozambico questa corrente lambisce le coste del Natal e giunge fino a Cape Agulhas, dove devia verso l'Australia. Essa ha sensibili influenze sul clima della zona costiera del Mozambico.

### Pianure
Le pianure coprono una larga parte del territorio del Mozambico. In tutta la parte settentrionale del Paese, fra i fiumi Rovuma e Zambesi, esse formano una stretta fascia costiera larga non più di 100 km, ma sovente interrotta da prominenze collinari che giungono fin presso la costa. Nella parte meridionale la pianura costiera, che qui è ancora una piana di abrasione tagliata nei terreni del Secondario (Cretacico) ed anche del Terziario inferiore, si amplia notevolmente. È questa la piana del Mozambico descritta da alcuni geografi come una regione naturale dalle caratteristiche morfologiche ben differenziate. Questa piana si estende all'incirca fra il tratto di costa che va dallo Zambesi, a N, al Limpopo, a S, e le terrazze che precedono l'altopiano del Matabele (Zimbabwe), a occidente. Si tratta di una zona di circa 400 km di larghezza che appartiene però al Mozambico solo per una metà circa. La pianura non è continua: nella sua parte centrale è interrotta da una zona montuosa, non molto elevata, che rappresenta un'appendice isolata dei tavolati interni. I fiumi di questa grande piana, tra i quali primeggia il Save, hanno trascinato una grande quantità di detriti, sabbie e argille che si raccolgono principalmente lungo le zone costiere creando stagni e larghe aree paludose dal clima malsano.

### Regioni interne
Oltre la zona litoranea si leva l'altopiano continentale, con gli orli fortemente slabbrati dalle erosioni. Esso digrada verso le pianure con successivi gradini e tutto l'ampio versante è solcato dalle valli che hanno una direzione normale alla costa. La regione interna è situata a un'altitudine media di circa 600 m, ma in essa si levano alcuni isolati massicci montuosi che raggiungono le massime altezze nei monti Namuli (2419 m), Nampatina (1830 m) e Ribaué (1525 m). Presso il lago Malawi sorge il massiccio di Jeci (1836 m), che fa parte dell'orlo della grande fossa est-africana. A S dello stesso lago si eleva il monte Mlanje (3030 m), situato però entro i confini del Malawi. Nella parte meridionale l'altopiano è assai accidentato lungo il corso superiore dello Zambesi, fino alla città di Tete, poi si fa piatto e monotono. A S della valle dello Zambesi l'altopiano presenta una scarpata più ripida ed è dominato dai monti Gorongosa (1850 m) e più internamente, presso il confine con lo Zimbabwe, dai monti Inyanga (2515 m). La sezione più meridionale del territorio è dominata dai monti Lebombo, che in realtà non sono che la scarpata orientale dei monti del Transvaal.
Dal punto di vista geologico, la parte settentrionale è la continuazione diretta degli altopiani dell'Africa orientale, formati in prevalenza da gneiss, scisti e graniti e risalenti per la maggior parte all'era arcaica. Questo prolungamento degli altopiani è caratterizzato dalla presenza della grande fossa tettonica che interessa il Mozambico per buona parte della costa orientale del lago Malawi. Tutte le pianure sono formate da sedimentazioni di epoche recenti. Nel bacino dello Zambesi le più antiche formazioni sedimentarie risalgono all'era carbonifera. Largamente rappresentate sono le sedimentazioni dell'era secondaria, mentre il Terziario è presente con i calcari nummolitici del Gaza nel Mozambico meridionale.
Poco rilevante l'attività vulcanica; basalti e altre rocce vulcaniche si trovano nel bacino dello Zambesi e formazioni laviche nella catena Lebombo, tra Mozambico e Transvaal.

## Idrografia
La rete idrografica del Mozambico è piuttosto ampia e ricca di acque, formata per la maggior parte da brevi corsi disposti perpendicolarmente alla costa, data la presenza dell'altopiano che si erge alle spalle della zona litoranea. In genere sono disposti assai vicini gli uni agli altri.
Interessano il territorio del Mozambico anche alcuni fiumi importanti nel quadro idrografico del continente. .
Lo Zambesi, il grande fiume dell'Africa australe, è il quarto per lunghezza di corso (oltre 2500km) e ampiezza di bacino (1.330.000km² circa) di tutto il continente africano. Nasce nello Zambia presso il punto d'incontro delle frontiere dell'Angola e della Repubblica Democratica del Congo, percorre per un tratto il territorio dell'Angola, poi con un'ampia ansa funge da confine tra Zambia e Zimbabwe e forma le famose cascate Vittoria, scoperte da Livingstone nel 1854. Divenuto ormai un grande fiume, ricchissimo di acque, all'altezza di Zumbo entra nel territorio del Mozambico, all'apice della lunga espansione con la quale il Mozambico si estende verso O insinuandosi fra Zimbabwe e Zambia. Entrando nel Mozambico riceve da sinistra il Luangwa che gli apporta le acque del versante orientale dei monti Muchinga. Dopo circa 250 km di percorso nel territorio del Mozambico, lo Zambesi si apre un passaggio mediante una serie di rapide, dette di Quebrabasa, quindi piega verso SE, scorrendo in territorio collinoso e pianeggiante, dove la corrente si suddivide spesso in vari rami, oppure si restringe in gole anguste, larghe non più di 200 m. A circa 150 km dalla costa riceve da sinistra il tributo dello Shire, emissario del lago Malawi.
Lo Zambesi sbocca nell'Oceano Indiano a circa 19° di latitudine S mediante un ampio delta formato da più rami, anche molto distanziati fra di loro e tutti ostruiti dalle sabbie, tranne il ramo che viene utilizzato per la navigazione. Per quanto riguarda il territorio del Mozambico, lo Zambesi è navigabile a partire dal centro di Tete, poco più di una cinquantina di chilometri a S delle rapide di Quebrabasa. In questo tratto, lungo circa 400 km, lo Zambesi, a differenza di altri grandi fiumi africani, è accessibile anche alle navi marittime di piccolo pescaggio. Con qualche difficoltà può esserne anche risalita la corrente per altri 400 km e più, sino a Zumbo, al confine cioè del Mozambico. Entro i limiti di questo lo Zambesi svolge circa un terzo del suo corso totale, costituendo, insieme con il tratto inferiore dello Shire, una buona rete navigabile.
Lo Zambesi, il cui bacino imbrifero si estende per oltre 10° in latitudine nell'emisfero australe (tra 10° a 20° di latitudine S), oltre che essere alimentato costantemente dalle piogge equatoriali, è soggetto a piene nell'estate australe ed a periodi di magra nel corrispondente inverno. Allo sbocco di uno dei rami centrali del delta si trova il porto di Chinde e 80 km più a N, dove pure sbocca un ramo secondario, l'altro più considerevole scalo di Quelimane.
L'altro grande fiume che interessa il territorio del Mozambico è il Limpopo, che Vasco da Gama nel 1497 chiamò Rio dello Spirito Santo. È, dopo lo Zambesi, il maggior fiume africano che affluisce all'Oceano Indiano. Ha un corso di oltre 1600 km e nasce dal Transvaal, poco lontano da Johannesburg, formato dalle acque che defluiscono dal versante settentrionale dei monti Witwatersrand. Già all'origine ha un corso di una certa consistenza. Circa 150 km a valle di Messina, il Limpopo entra nel Mozambico e volge gradatamente a SE. In questo tratto il fiume riceve da destra l'Olifants River, che raccoglie con i suoi numerosi affluenti le acque dei monti dei Draghi (Drakensberge), poi riceve da sinistra il Changane, che drena la pianura interna del Mozambico.
Dopo la confluenza dell'Olifants il Limpopo è navigabile con battelli di piccolo tonnellaggio e fino al mare il fiume scorre tra rive densamente popolate e coltivate; sbocca nell'Oceano Indiano a 50 km da Xai-Xai, 140 km a NE di Maputo.
Per importanza, rispetto al territorio del Mozambico (dopo lo Zambesi e il Limpopo) viene il Sabi (in portoghese Save), lungo 640 km; nasce 80 km a S di Harare. Riceve da destra il Lundi, attraversa la piana costiera del Mozambico e sbocca nell'Oceano Indiano con un estuario fronteggiato da alcune basse isolette (Maccau e Inhandunje). È navigabile per circa 150 km.

## Clima
Il Paese ha sostanzialmente un clima tropicale marittimo con una stagione piovosa che va da novembre ad aprile e una stagione secca che va da maggio ad ottobre. Il clima tropicale vero e proprio si ha nelle zone costiere, mentre nelle zone elevate è di tipo subtropicale. Bisogna però notare che esistono nel Mozambico variazioni climatiche anche notevoli, determinate dalla latitudine (che va dal 10º al 27º parallelo), dalle forti differenze di altitudine, dalla distanza dalla costa, dall'influsso della corrente del Mozambico (almeno per la fascia litoranea), dai diversi tipi di vegetazione.
Le medie annuali della temperatura, per quanto varino notevolmente da luogo a luogo, si aggirano fra i 22 e i 27 °C; i mesi più caldi sono settembre, ottobre e novembre. Il periodo più freddo va da marzo a giugno. Le temperature più elevate, durante tutto l'anno, si hanno sulle coste, nelle pianure e nelle vallate, particolarmente in quelle del Rovuma e dello Zambesi. Lungo la costa, le temperature sono abbastanza uniformi per l'influsso esercitato dalla corrente del Mozambico, che attenua le differenze che deriverebbero dalle diverse latitudini. Si va così, all'incirca, da un minimo di 18-20 a un massimo di 26-28 °C. Le regioni più fresche sono invece quelle degli altopiani e della parte meridionale in genere.
Le zone interne non giungono mai alle temperature che si verificano negli altri Paesi tropicali continentali, a causa delle brezze che soffiano con notevole frequenza alla mattina e alla sera. Però anche a questo riguardo esistono variazioni; infatti, le zone interne settentrionali hanno un clima generalmente caldissimo, con scarse piogge portate dal monsone estivo e che coincide con l'estate australe, che dura da ottobre-novembre a marzo-aprile.
I venti prevalenti da ottobre a marzo nella zona costiera sono quelli di nord-est; da aprile a settembre prevalgono invece i venti di sud-ovest. Durante i mesi estivi il Mozambico si trova in una zona di depressione e vi confluiscono perciò i venti dell'Oceano Indiano, cioè gli alisei di sud-est, e i monsoni indiani che provengono da nord-est e scaricano la loro umidità. Sempre a proposito di venti, bisogna ricordare che la costa del Canale di Mozambico è nota per la forza dei cicloni che la colpiscono periodicamente, e specialmente tra dicembre e marzo, causando spesso danni notevoli. Pemba, nella baia omonima, venne appunto distrutta da un uragano nel 1914.
L'inizio della stagione piovosa e la durata variano molto a seconda delle località e anche da un anno all'altro. In genere, a novembre incominciano a cadere le piccole piogge, seguite, dopo periodi d'interruzione, dalle grandi piogge, che si protraggono fino a marzo e anche ad aprile. Viene quindi un altro periodo di piccole piogge e in giugno le precipitazioni cessano. I rimanenti mesi dell'anno sono completamente secchi. Durante il periodo di secca le erbe bruciano e un sole torrido dissecca i letti dei fiumi e persino lo Zambesi in alcuni tratti si riduce notevolmente. Non mancano annate di carestia, provocate da ritardi o dalla scarsità delle piogge. La quantità delle precipitazioni annue varia fra i 500 e i 2000 mm. Le zone più favorite sono quelle costiere e gli altopiani: la siccità si verifica invece di frequente nelle zone intermedie. Sulle coste le piogge variano dai 700 ai 1400 mm annui, ma esistono zone assai piovose, come quella di Beira, dove vengono superati i 2000 mm. una notevole piovosità si ha anche lungo il corso dello Zambesi, mentre a S, tra i fiumi Save e Limpopo, le precipitazioni scendono a 500 mm annui.
A mano a mano che si scende a S però si verifica un generale miglioramento delle condizioni climatiche: le temperature si fanno più miti e le precipitazioni più scarse. Maputo si trova, ad esempio, in una zona dal clima decisamente buono e adatto alle migliori condizioni di vita. Pure buono e adatto agli europei è il clima delle terre alte.

## Flora
La regione litoranea è in molte zone abbondantemente ricoperta di vegetazione dalle caratteristiche chiaramente tropicali, specie in corrispondenza degli sbocchi dei maggiori corsi d'acqua nell'Oceano Indiano. Non mancano però, principalmente nella parte meridionale, lunghi tratti sabbiosi privi di vegetazione. Largamente diffusa sulla costa settentrionale la formazione a mangrovie. Nelle pianure dell'interno, le savane si alternano con zone a boscaglia più o meno rigogliosa e fitta e con territori stepposi. Questi ultimi si estendono specialmente nella zona meridionale.
La foresta tropicale è scarsamente rappresentata nel Mozambico settentrionale e non raggiunge mai sviluppi eccessivi. Si trova di frequente nelle regioni montuose, ma anche qui non assume grandi proporzioni. Foreste assai fitte si creano invece lungo i fiumi.
La pianta erbacea caratteristica e largamente diffusa è l'erba elefante, Pennisetum purpureum, che cresce rigogliosa durante la stagione delle piogge è usata come foraggio, quando dissecca è raccolta dagli indigeni che la usano come combustibile. Tra le piante arboree sono assai frequenti: il baobab, specialmente nelle steppe più aride, il mogano, l'ebano, il bambù, il tamarindo, varie e numerose specie di acacie. Nel suo complesso però la flora del Mozambico rientra, per le caratteristiche generali, nel gran quadro della flora che si estende su tutta la regione costiera dell'Africa orientale tropicale.

## Fauna
La fauna è particolarmente ricca, tanto da attirare numerosi cacciatori. Esistono però grandi parchi nazionali, tra i quali primeggia quello di Gorongosa, che si estende nella parte centrale del Mozambico, ai piedi del monte omonimo. I primati sono rappresentati da vari cercopitecidi e alcuni lemuridi, tra i quali notevole è il Galago crassicaudatus. Tra i carnivori sono presenti il leone, il leopardo, lo sciacallo, il licaone e il protele.
Abbondanti sono gli ungulati: elefanti, rinoceronti, zebre, bufali, antilopi di varie specie, lo gnu striato (Connochætes gnu), la giraffa, che tocca in questa regione il suo limite meridionale di estensione, vari iraci, l'ippopotamo e il facocero. L'avifauna rientra in quella dell'Africa meridionale.